# St. Marien (Ensdorf)

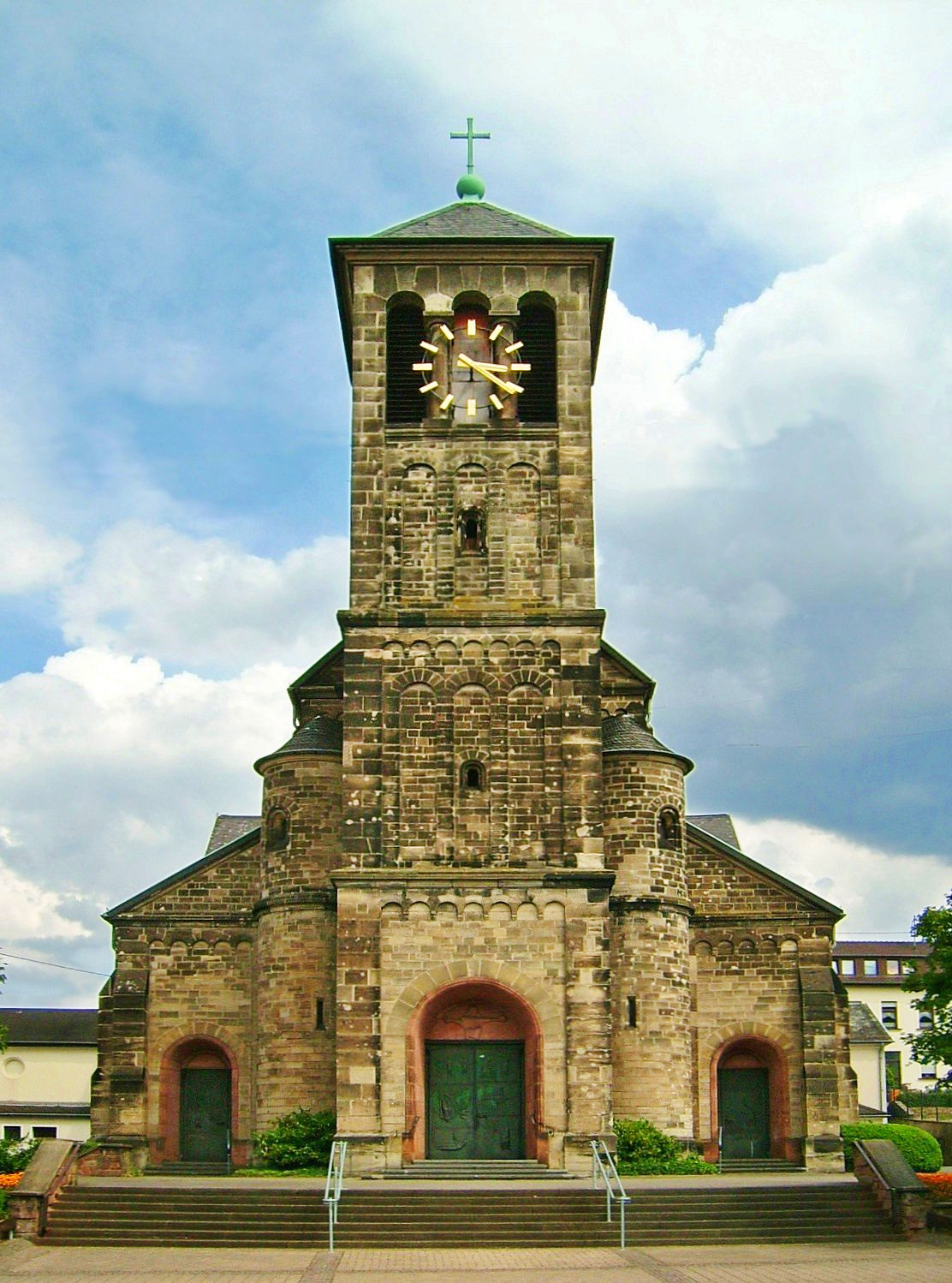
Die katholische Pfarrkirche St. Marien in Ensdorf

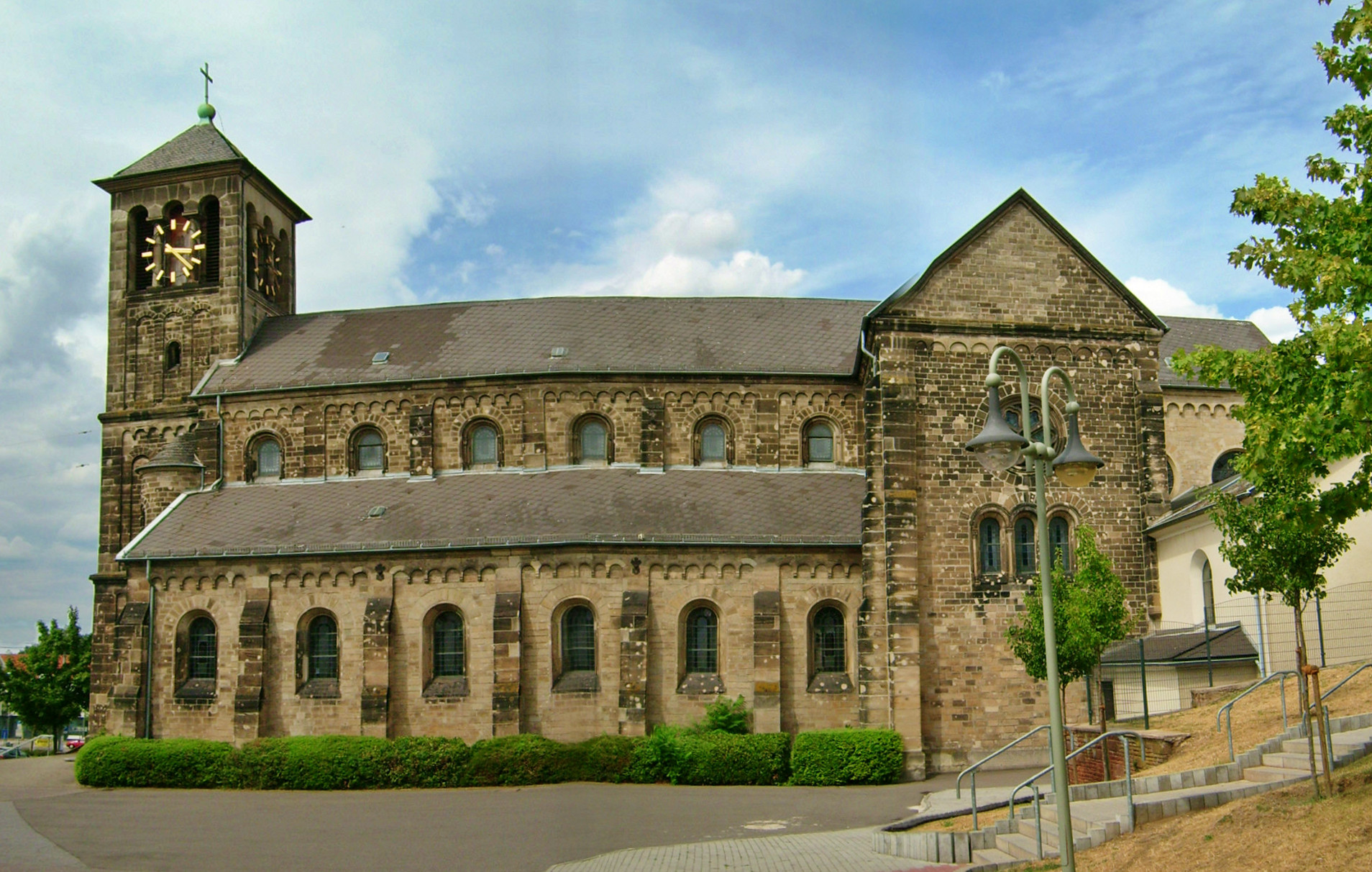
Seitenansicht

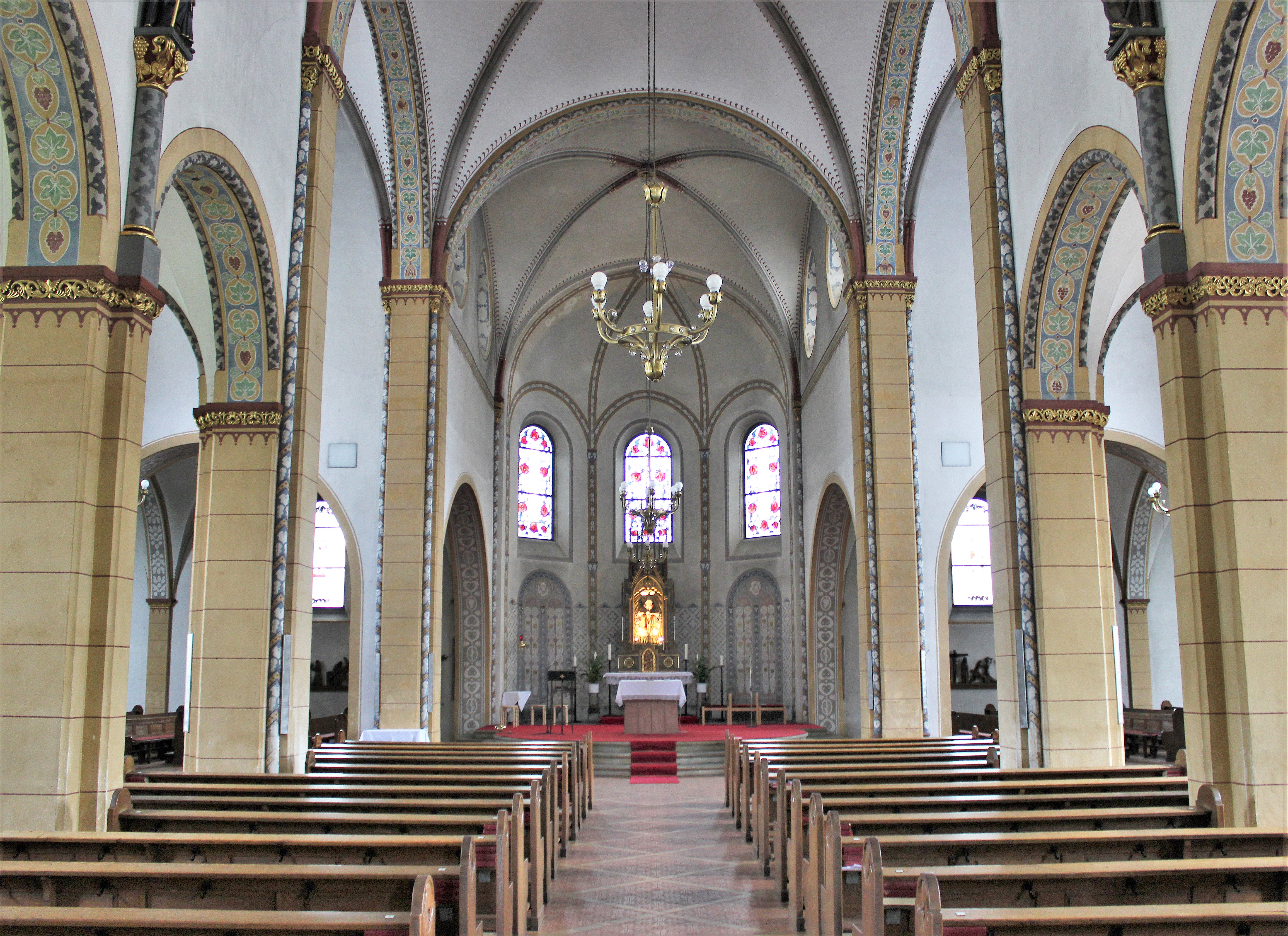
Blick ins Innere der Kirche

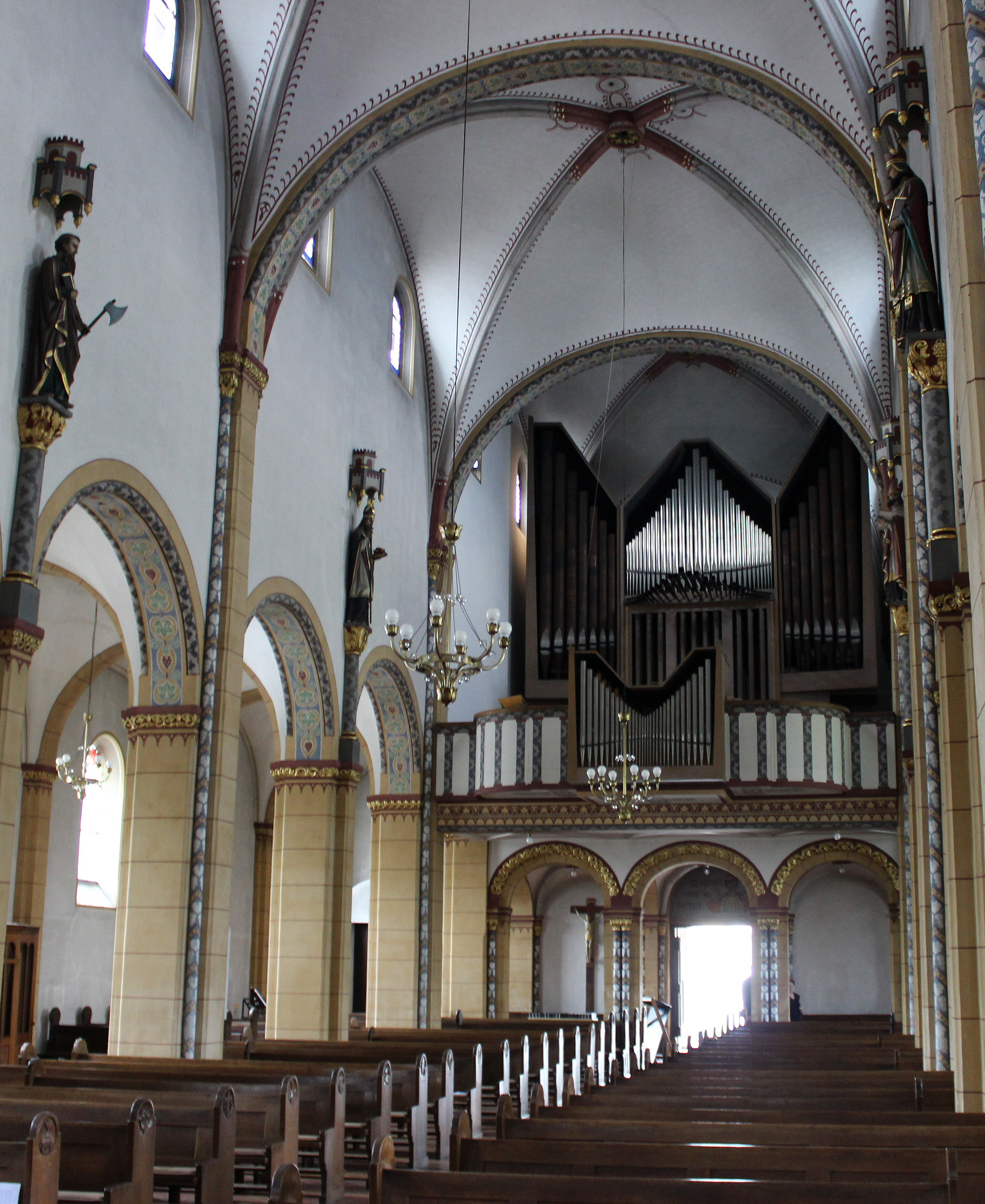
Blick zur Orgelempore

Die Kirche St. Marien ist eine römisch-katholische Pfarrkirche im saarländischen Ensdorf, Landkreis Saarlouis. Sie ist Maria, der Mutter Jesu, geweiht. In der Denkmalliste des Saarlandes ist die Kirche als Einzeldenkmal aufgeführt.

## Geschichte
Der Bau der Kirche erfolgte in den Jahren 1863 bis 1868 nach Plänen des Architekten Alexander Franz Himpler. Am 19. Januar 1868 wurde das Gotteshaus eingesegnet. 1935 kam es zu einer Erweiterung des Kirchengebäudes, für die die Architekten Ludwig Becker und Anton Falkowski (Mainz) verantwortlich zeichneten. Nach dem Zweiten Weltkrieg wurden in den Jahren 1948 bis 1955 Wiederaufbau-, Restaurierungs-, Umbau- und Erweiterungsmaßnahmen durchgeführt. Im Zuge dieser Maßnahmen wurde der Chorraum umgestaltet und die Empore erweitert. Ferner wurde der Turm nach Entwürfen des Architekten Kurt Baldauf (Dillingen) umgebaut. 2010 wurde der Turm einer Restaurierung unterzogen.

## Architektur
Das Kirchengebäude wurde im Stil der Neuromanik errichtet. Bei der architektonischen Grundform des Kirchengebäudes handelt es sich um eine Basilika, mit kreuzförmigem Grundriss. Das Langhaus, unterteilt in ein Mittelschiff und zwei Seitenschiffe ist gegliedert in drei Joche. An das Langhaus schließt sich ein Querhaus an, daran der Chor.
Die Kupferreliefs am Hauptportal stammen von Oswald Hiery (Ensdorf).

## Glocken
Während des Deutsch-Dänischen Krieges wurde am 10. Mai 1864 an den Preußischen König Wilhelm I. ein Gesuch gerichtet, in dem um Überlassung von zwei bronzenen dänischen Kanonen für zwei Glocken oder um ein Gnadengeschenk gebeten wurde. Sowohl die Kanonen, da sie zu Geschützen umgegossen wurden, als auch das Gnadengeschenk wurden nicht bewilligt, so dass Glocken für die neue Kirche auf dem üblichen Weg beschafft werden mussten.
Bei der Glockengießerei Mabilon wurden zwei Glocken in Auftrag gegeben, die am 11. Juli 1867 auf dem Bahnhof Ensdorf ankamen. Die größere der beiden Glocken (Marienglocke) hatte den Ton fis, die andere (Josefsglocke) den Ton b. Die Einweihung der Glocken erfolgte am 4. August 1867 und am 6. August 1867 wurden die Glocken im Turm befestigt. Ihre dritte Glocke erhielt die Kirche in den Jahren 1883 bis 1885 im Zusammenhang mit der Beschaffung einer Turmuhr.
Im Ersten Weltkrieg erfolgte die Beschlagnahmung aller drei Glocken. 1920 wurden neue Glocken angeschafft und eingeweiht, die aber 1941 während des Zweiten Weltkriegs ebenfalls beschlagnahmt wurden.
Nach dem Zweiten Weltkrieg dauerte es bis 1953, bevor wieder neue Glocken angeschafft werden konnten. Im Jahr 1953 goss die Saarlouiser Glockengießerei in Saarlouis-Fraulautern, die von Karl (III) Otto von der Glockengießerei Otto in Bremen-Hemelingen und dem Saarländer Alois Riewer 1953 gegründet worden war, für die Kirche in Ensdorf fünf Bronzeglocken mit der Schlagtonreihe: c′ – e′ – g′ – a′ – c″, so die entsprechende Akte der Saarlouiser Gießerei. Am vierten Adventssonntag 1953 wurde das Geläut, bestehend aus fünf Glocken geweiht. Das neue Geläut hat die Tonfolge des, f, as, b, des und gibt damit das Salve-Regina-Motiv wieder. Die Namen der Glocken lauten wie folgt:
| Nr. | Name                  | Nominal   | Durchmesser (in mm) | Gewicht (in kg) |
| 1   | Heilige Barbara       | c′ (des′) | 1578                | 2360            |
| 2   | Heilige Anna          | e′ (f′)   | 1252                | 1250            |
| 3   | Erzengel Michael      | g′ (as′)  | 1053                | 740             |
| 4   | Heilige Maria Goretti | a′ (b′)   | 938                 | 530             |
| 5   | Heilige Oranna        | c″ (des″) | 789                 | 320             |

## Orgel
Die Orgel der Kirche wurde 1961 von der Firma Johannes Klais Orgelbau (Bonn) gebaut. Das Instrument verfügt über 40 Register, verteilt auf 3 Manuale und Pedal.
| I Rückpositiv |              |       |
| 1.            | Holzgedeckt  | 8′    |
| 2.            | Quintade     | 8′    |
| 3.            | Weitprästant | 4′    |
| 4.            | Octav        | 2′    |
| 5.            | Sifflöte     | 1 ⁄3′ |
| 6.            | Cornett IV   |       |
| 7.            | Scharff IV   |       |
| 8.            | Krummhorn    | 16′   |
| 9.            | Musette      | 8′    |
|               | Tremolo      |       |

| II Hauptwerk |                     |     |
| 10.          | Gedacktpommer       | 16′ |
| 11.          | Principal           | 8′  |
| 12.          | Gemshorn            | 8′  |
| 13.          | Octav               | 4′  |
| 14.          | Rohrflöte           | 4′  |
| 15.          | Hohlflöte           | 2′  |
| 16.          | Mixtur IV–VI        |     |
| 17.          | Cymbel III          |     |
| 18.          | Trompeta de batalla | 8′  |
| 19.          | Klarine             | 4′  |

| III Schwellwerk |                 |        |
| 20.             | Rohrgedeckt     | 8′     |
| 21.             | Salicet         | 8′     |
| 22.             | Principal       | 4′     |
| 23.             | Spillflöte      | 4′     |
| 24.             | Nasard          | 2 ⁄3′  |
| 25.             | Schweizerpfeife | 2′     |
| 26.             | Terz            | 1 3⁄5′ |
| 27.             | Nachthorn       | 1′     |
| 28.             | Acuta IV–V      |        |
| 29.             | Fagott          | 16′    |
| 30.             | Schalmey-Oboe   | 8′     |
|                 | Tremolo         |        |

| Pedal |               |     |
| 31.   | Principalbass | 16′ |
| 32.   | Subbass       | 16′ |
| 33.   | Oktav         | 8′  |
| 34.   | Rohrquintade  | 8′  |
| 35.   | Choralflöte   | 4′  |
| 36.   | Flachflöte    | 2′  |
| 37.   | Rauschwerk IV |     |
| 38.   | Posaunenbass  | 16′ |
| 39.   | Trompete      | 8′  |
| 40.   | Kornett       | 4′  |

- Koppeln: I/II, III/II, III/I, I/P, II/P. III/P (nachträgl. eingebaut, nur für alle Komb./Tutti schaltbar)
- Spielhilfen: 2 freie Kombinationen, 2 freie Pedalkombinationen, Tutti, Zungeneinzelabsteller

Anmerkungen
1. ↑  nachträgl. eingebaut, nur für alle Komb./Tutti schaltbar